# Zenon: Z3
Zenon: Z3 (no Brasil, Zenon - A Corrida para a Lua, em Portugal, Zenon Z3: A Vitória) é um telefilme original do Disney Channel  lançado em 2004. Foi dirigido por Steve Rash e estrelado por Kirsten Storms e Lauren Maltby. É o terceiro e último filme da trilogia Zenon. A estréia no canal atraiu 1.03 milhões de espectadores.

## Sinopse
Zenon Kar está louca para ir ao festival de música Moonstock. Só que para isso, precisa ganhar um campeonato de adolescentes. Contudo, sua eterna rival não será sua única preocupação, já que ela acaba se unindo ao movimento que luta para impedir a colonização da lua.

## Elenco
- Kirsten Storms — Zenon Kar
- Lauren Maltby — Margie Hammond
- Raven-Symoné — Nebula Wade
- Rene Hendrickson — Maleah
- Alyson Morgan — Dasha
- Stuart Pankin — Comandante Edward Plank
- Holly Fulger — Judy Cling
- Glenn McMillan — Bronley Hale
- Ben Easter — Sage Borealis
- Nathan Anderson — Proto Zoa
- Damon Berry — Pat Numbar
- Phumi Mthembu — Cassie
- Joanna Evans — Selena Jovem
- Carol Reynolds — Selena
- Nikki Joshua — Cosmic Blush

## Trilha Sonora
Uma Trilha Sonora foi lançada pela Walt Disney Records em 11 de Junho de 2004, junto com o filme.
1. Out Of This World - Proto Zoa
 2. Anyone But Me - Christy Carlson Romano
 3. All About You - April Start
 4. Some Say - Miss Jess
 5. Supernova Girl (Z3 Remix) - Kristian Rex
 6. The Galaxy Is Ours - Proto Zoa
 7. Plan B - Cassiopeia
 8. Lucky Star - Selena The Moon Goddess
 9. Outa-Space (Instrumental) - The Super Novas

 10. Out Of This World (Lunar Mix) - Proto Zoa